# Cavineña
Le cavineña est une langue tacanane parlée en Amazonie, en Bolivie, par 1 200 Cavineña.

## Phonologie
Les phonèmes du cavineña sont présentés dans leur orthographe pratique avec leur prononciation API.

### Voyelles
|         | Antérieure | Centrale | Postérieure |
| ------- | ---------- | -------- | ----------- |
| Fermée  | i [i]      |          | u [ʊ]       |
| Moyenne | e [e]      |          |             |
| Ouverte |            | a [a]    |             |

- Allophones:

[e] est en variation libre avec [ɛ].
 [o] n'est pas un phonème, mais un allophone, en variation libre, de [ʊ], comme dans chipiru - argent: tɕipirʊ ~  tɕipiro.

### Consonnes
|               |               | Bilabiale | Dentale | Palatale | Alvéolo-p. | Vélaire | Labio-vél. | Glottale |
| ------------- | ------------- | --------- | ------- | -------- | ---------- | ------- | ---------- | -------- |
| Occlusives    | Sourdes       | p [p]     | t [t]   |          | ty [c]     | k [k]   | kw [kʷ]    |          |
| Occlusives    | Sourdes       | b [b]     | d [d]   |          | dy [ɟ]     |         |            |          |
| Fricatives    | Fricatives    |           | s [s]   |          | sh [ɕ]     |         |            | j [h]    |
| Affriquées    | Affriquées    |           | ts [t͡s] |          | ch [t͡ɕ]    |         |            |          |
| Nasales       | Nasales       | m [m]     | n [n]   | ny [ɲ]   |            |         |            |          |
| Liquides      | Liquides      |           | r [ɹ]   | ll [ʎ]   |            |         |            |          |
| Semi-voyelles | Semi-voyelles | w [w]     |         | y [j]    |            |         |            |          |

- Allophones:

Le [ɹ] n'est pas dental mais une latérale alvéolaire.
[w] garde cette prononciation devant [a], mais il est réalisé [β] devant [i] et [e].